# Milanovići (Bugojno, BiH)
Milanovići su naseljeno mjesto u općini Bugojno, Federacija Bosne i Hercegovine, BiH.

## Stanovništvo

### 1991.
Nacionalni sastav stanovništva 1991. godine, bio je sljedeći:
ukupno: 100
- Muslimani - 82
- Hrvati - 15
- ostali, neopredijeljeni i nepoznato - 3

### 2013.
Nacionalni sastav stanovništva 2013. godine, bio je sljedeći:
ukupno: 144
- Bošnjaci - 136
- Hrvati - 7
- ostali, neopredijeljeni i nepoznato - 1